# Estany de Malavesina
L'Estany de Malavesina és un llac que es troba en el terme municipal de la Vall de Boí, a la comarca de l'Alta Ribagorça, i dins del Parc Nacional d'Aigüestortes i Estany de Sant Maurici.
El nom «segurament deriva d'un terme basc que vol dir rodals dolents, mals paratges».
El llac, d'origen glacial, està situat a 2.494 metres d'altitud, a la Capçalera de Caldes, al sud-est de la Bretxa Peyta. Drena pel seu extrem oriental cap al Barranc de Malavesina.

## Rutes[3]
L'estany es troba en el punt on les rutes que pugen des del Pletiu de Riumalo pel Barranc de Malavesina se separen: cap a la Bretxa Peyta direcció la vall de Valarties,el Besiberri Nord o el Pas de Trescazes; o directament cap al Besiberri Sud o el Pas de Trescazes al sud-oest.